# Neurogomphus chapini
Neurogomphus chapini är en trollsländeart som först beskrevs av Alexander Barrett Klots 1944.  Neurogomphus chapini ingår i släktet Neurogomphus och familjen flodtrollsländor. IUCN kategoriserar arten globalt som livskraftig. Inga underarter finns listade i Catalogue of Life.